# Тобијас Линдерот
Тобијас Јан Хокан Линдерот (швед. Tobias Jan Håkan Linderoth; 21. април 1979) бивши је шведски фудбалер. Играо је на позицији везног играча.
Наступао је за Хеслехолм, Елфсборг, Стабек, Евертон, Копенхаген и Галатасарај. За репрезентацију Шведске наступао је на два Светска и два Европска првенства и одиграо укупно 76 утакмица. Био је капитен репрезентације на седам утакмица.
Каријеру је завршио у 31. години због бројних повреда и жељи да буде тренер као и његов отац, Андерс Линдерот, такође бивши фудбалер и фудбалски тренер.